# Pakistanische Cricket-Nationalmannschaft in Bangladesch in der Saison 2014/15
Die Tour der pakistanischen Cricket-Nationalmannschaft nach Bangladesch in der Saison 2014/15 fand vom 15. April bis zum 10. Mai 2015 statt. Die internationale Cricket-Tour war Teil der internationalen Cricket-Saison 2014/15 und umfasste drei ODIs, ein Twenty20 und zwei Test Matches. Bangladesch gewann die ODI-Serie 3-0 und das Twenty20, während sie die Testserie 0-1 verloren.
Die ODI-Serie war die erste Serie, die Bangladesch gegen Pakistan gewann. Das erste ODI war das erste Mal seit dem Cricket World Cup 1999, das Bangladesch gegen Pakistan gewann.

## Vorgeschichte

### Ansetzung
Ursprünglich war die Tour im Januar vorgesehen, wurde jedoch auf Grund der Fortschreibung des Future Tours Programme verschoben. Auch verlangte Pakistan von Bangladesch finanzielle Kompensation um eigene Verluste, die sich nach dem Anschlag von Lahore und der damit verbundenen Pflicht Pakistans seine Heimtouren auf neutralen Gebiet auszutragen, ergeben. Des Weiteren forderten sie einen intensiveren Austausch der Jugendmannschaften der beiden Länder in Pakistan, um auch dort wieder zur Normalität im Cricket zurückfinden zu können. Bangladesch stimmte diesen Forderungen nur in Teilen zu, was jedoch das Abhalten der Tour ermöglichte.

### Einordnung
Beide Mannschaften spielten zuvor beim Cricket World Cup 2015 und schieden dort im Viertelfinale aus. Pakistan bestritt als vorhergehende Tour eine ODI-Serie in Neuseeland, Bangladesch hatte von Oktober bis Dezember 2014 Simbabwe zu Gast. Die letzte Tour der beiden Mannschaften gegeneinander fand in der Saison 2011/12 ebenfalls in Bangladesch statt.

## Stadien
Die folgenden Stadien wurden für die Tour als Austragungsort vorgesehen und am 6. April 2015 bekanntgegeben.
| Stadt  | Stadion                                | Kapazität | Spiele                    |
| ------ | -------------------------------------- | --------- | ------------------------- |
| Dhaka  | Sher-e-Bangla National Cricket Stadium | 26.000    | 2. Test; 1–3. ODI; 1. T20 |
| Khulna | Sheikh Abu Naser Stadium               | 15.000    | 1. Test                   |

## Kaderlisten
Pakistan benannte seine Kader am 3. April 2015. Bangladesch benannte seinen ODI-Kader am 8. April, und seinen Test-Kader am 24. April 2015.
| Test | Test | ODI | ODI | Twenty20 | Twenty20 |
| Bangladesch | Pakistan | Bangladesch | Pakistan | Bangladesch | Pakistan |
| --- | --- | --- | --- | --- | --- |
| - Mushfiqur Rahim (K & wk) - Tamim Iqbal (VK) - Abul Hasan - Imrul Kayes - Jubair Hossain - Litton Das - Mahmudullah - Mohammad Shahid - Mominul Haque - Shakib Al Hasan - Shuvagata Hom - Shahadat Hossain - Soumya Sarkar - Taijul Islam | - Misbah-ul-Haq (K) - Asad Shafiq - Azhar Ali - Babar Azam - Haris Sohail - Imran Khan - Junaid Khan - Mohammad Hafeez - Saeed Ajmal - Sami Aslam - Sarfraz Ahmed (wk) - Wahab Riaz - Yasir Shah - Younis Khan - Zulfiqar Babar | - Mashrafe Mortaza (K) - Shakib Al Hasan (VK) - Abul Hasan - Arafat Sunny - Rubel Hossain - Mahmudullah - Mominul Haque - Mushfiqur Rahim (wk) - Nasir Hossain - Rony Talukdar - Sabbir Rahman - Soumya Sarkar - Tamim Iqbal - Taskin Ahmed | - Azhar Ali (K) - Asad Shafiq - Fawad Alam - Junaid Khan - Haris Sohail - Mohammed Hafeez - Mohammad Rizwan - Rahat Ali - Saad Nasim - Saeed Ajmal - Sami Aslam - Sarfraz Ahmed (wk) - Wahab Riaz - Umar Gul - Yasir Shah - Zulfiqar Babar | - Mashrafe Mortaze (K) - Shakib Al Hasan (VK) - Abul Hasan - Arafat Sunny - Litton Das - Mahmudullah - Mushfiqur Rahim (wk) - Mustafizur Rahman - Nasir Hossain - Rony Talukdar - Sabbir Rahman - Solumya Sarkar - Tamim Iqbal - Taskin Ahmed | - Shahid Afridi (K) - Ahmed Shehzad - Haris Sohail - Junaid Khan - Mohammed Hafeez - Mohammad Rizwan - Mukhtar Ahmed - Saad Nasim - Saeed Ajmal - Sarfraz Ahmed (wk) - Sohaib Maqsood - Sohail Tanvir - Umar Gul - Wahab Riaz |

## Tour Match
| 15. April Scorecard | Fatullah | Pakistanis 268-9 (50)       | – | BCB XI 270-9 (48.5) |
|                     |          | BCB XI gewinnt mit 1 Wicket |   |                     |

## One-Day Internationals

### Erstes ODI in Dhaka
| 17. April Scorecard | Dhaka | Bangladesch 329-6 (50)          | – | Pakistan 250 (45.2) |
|                     |       | Bangladesch gewinnt mit 79 Runs |   |                     |

### Zweites ODI in Dhaka
| 19. April Scorecard | Dhaka | Pakistan 239-6 (50)               | – | Bangladesch 240-3 (38.1) |
|                     |       | Bangladesch gewinnt mit 7 Wickets |   |                          |

### Drittes ODI in Dhaka
| 22. April Scorecard | Dhaka | Pakistan 250 (49)                 | – | Bangladesch 251-2 (39.3) |
|                     |       | Bangladesch gewinnt mit 8 Wickets |   |                          |

## Twenty20 International
| 24. April Scorecard | Dhaka | Pakistan 141-5 (20)               | – | Bangladesch 143-3 (16.2) |
|                     |       | Bangladesch gewinnt mit 7 Wickets |   |                          |

## Tests

### Erster Test in Khulna
| 28. April – 2. Mai Scorecard | Khulna | Bangladesch 332 (120) & 555-6 (136) | – | Pakistan 628 (168.4) |
|                              |        | Remis                               |   |                      |

### Zweiter Test in Dhaka
| 6. – 10. Mai Scorecard | Dhaka | Pakistan 557-8d (152) & 195-6d (41.1) | – | Bangladesch 203 (47.3) & 221 (56.5) |
|                        |       | Pakistan gewinnt mit 328 Runs         |   |                                     |

Pakistan wurde auf Grund zu langsamer Spielweise mit einer Geldstrafe belegt.

## Statistiken
Die folgenden Cricketstatistiken wurden bei dieser Tour erzielt.
| Tests           | Tests       | Tests   | Tests   | Tests   | Tests   | Tests   | Tests   | Tests   |
| Batting         | Batting     | Batting | Batting | Batting | Batting | Batting | Batting | Batting |
| Spieler         | Mannschaft  | Spiele  | Innings | Runs    | Average | HS      | 100s    | 50s     |
| --------------- | ----------- | ------- | ------- | ------- | ------- | ------- | ------- | ------- |
| Azhar Ali       | Pakistan    | 2       | 3       | 334     | 111,33  | 226     | 1       | 1       |
| Tamim Iqbal     | Bangladesch | 2       | 4       | 277     | 69,25   | 206     | 1       | 0       |
| Imrul Kayes     | Bangladesch | 2       | 4       | 249     | 62,25   | 150     | 1       | 1       |
| Mohammad Hafeez | Pakistan    | 2       | 3       | 232     | 77,33   | 224     | 1       | 0       |
| Younis Khan     | Pakistan    | 2       | 3       | 220     | 73,33   | 148     | 1       | 0       |
| Bowling         |             |         |         |         |         |         |         |         |
| Spieler         | Mannschaft  | Spiele  | Overs   | Wickets | Average | BBI     | 5W      | 10W     |
| Yasir Shah      | Pakistan    | 2       | 94.3    | 10      | 34,00   | 4/73    | 0       | 0       |
| Taijul Islam    | Bangladesch | 2       | 107.4   | 10      | 39,80   | 6/163   | 1       | 0       |
| Wahab Riaz      | Pakistan    | 2       | 72      | 7       | 34,14   | 3/55    | 0       | 0       |
| Mohammad Hafeez | Pakistan    | 2       | 45      | 6       | 24,16   | 2/47    | 0       | 0       |
| Mohammad Shahid | Bangladesch | 2       | 60      | 5       | 30,80   | 2/23    | 0       | 0       |
| Junaid Khan     | Pakistan    | 2       | 53.5    | 5       | 39,80   | 2/26    | 0       | 0       |
| Shuvagata Hom   | Bangladesch | 2       | 52      | 5       | 42,80   | 2/76    | 0       | 0       |

| ODIs             | ODIs        | ODIs    | ODIs    | ODIs    | ODIs    | ODIs    | ODIs    | ODIs    |
| Batting          | Batting     | Batting | Batting | Batting | Batting | Batting | Batting | Batting |
| Spieler          | Mannschaft  | Spiele  | Innings | Runs    | Average | HS      | 100s    | 50s     |
| ---------------- | ----------- | ------- | ------- | ------- | ------- | ------- | ------- | ------- |
| Tamim Iqbal      | Bangladesch | 3       | 3       | 312     | 156,00  | 132     | 2       | 1       |
| Mushfiqur Rahim  | Bangladesch | 3       | 3       | 220     | 110,00  | 106     | 1       | 1       |
| Azhar Ali        | Pakistan    | 3       | 3       | 209     | 69,66   | 101     | 1       | 1       |
| Soumya Sarkar    | Bangladesch | 3       | 3       | 164     | 82,00   | 127*    | 1       | 0       |
| Haris Sohail     | Pakistan    | 3       | 3       | 147     | 49,00   | 52      | 0       | 2       |
| Bowling          |             |         |         |         |         |         |         |         |
| Spieler          | Mannschaft  | Spiele  | Overs   | Wickets | Average | BBI     | 5W      | 10W     |
| Arafat Sunny     | Bangladesch | 3       | 30      | 6       | 21,83   | 3/47    | 0       | 0       |
| Shakib Al Hasan  | Bangladesch | 3       | 29.2    | 5       | 26,00   | 2/34    | 0       | 0       |
| Rubel Hossain    | Bangladesch | 3       | 21      | 4       | 28,75   | 2/43    | 0       | 0       |
| Wahab Riaz       | Pakistan    | 3       | 24      | 4       | 31,25   | 4/59    | 0       | 0       |
| Mashrafe Mortaza | Bangladesch | 2       | 18      | 3       | 32,00   | 2/44    | 0       | 0       |
| Taskin Ahmed     | Bangladesch | 3       | 18      | 3       | 35,00   | 3/42    | 0       | 0       |
| Junaid Khan      | Pakistan    | 3       | 26.3    | 3       | 60,33   | 2/67    | 0       | 0       |

| Twenty20          | Twenty20    | Twenty20 | Twenty20 | Twenty20 | Twenty20 | Twenty20 | Twenty20 | Twenty20 |
| Batting           | Batting     | Batting  | Batting  | Batting  | Batting  | Batting  | Batting  | Batting  |
| Spieler           | Mannschaft  | Spiele   | Innings  | Runs     | Average  | HS       | 100s     | 50s      |
| ----------------- | ----------- | -------- | -------- | -------- | -------- | -------- | -------- | -------- |
| Shakib Al Hasan   | Bangladesch | 1        | 1        | 57       |          | 57*      | 0        | 1        |
| Sabbir Rahman     | Bangladesch | 1        | 1        | 51       |          | 51*      | 0        | 1        |
| Mukhtar Ahmed     | Pakistan    | 1        | 1        | 37       | 37,00    | 37       | 0        | 0        |
| Haris Sohail      | Pakistan    | 1        | 1        | 30       |          | 30*      | 0        | 0        |
| Mohammad Hafeez   | Pakistan    | 1        | 1        | 26       | 26,00    | 26       | 0        | 0        |
| Bowling           |             |          |          |          |          |          |          |          |
| Spieler           | Mannschaft  | Spiele   | Overs    | Wickets  | Average  | BBI      | 5W       | 10W      |
| Mustafizur Rahman | Bangladesch | 1        | 4        | 2        | 10,00    | 2/20     | 0        | 0        |
| Arafat Sunny      | Bangladesch | 1        | 2        | 1        | 23,00    | 1/23     | 0        | 0        |
| Umar Gul          | Pakistan    | 1        | 2        | 1        | 23,00    | 1/23     | 0        | 0        |
| Taskin Ahmed      | Bangladesch | 1        | 4        | 1        | 29,00    | 1/29     | 0        | 0        |
| Wahab Riaz        | Pakistan    | 1        | 4        | 1        | 39,00    | 1/39     | 0        | 0        |

## Player of the Series
Als Player of the Series wurden die folgenden Spieler ausgezeichnet.
| Serie | Player of the Series |
| ----- | -------------------- |
| Test  | Azhar Ali            |
| ODI   | Tamim Iqbal          |

### Player of the Match
Als Player of the Match wurden die folgenden Spieler ausgezeichnet.
| Spiel   | Player of the Match |
| ------- | ------------------- |
| 1. ODI  | Mushfiqur Rahim     |
| 2. ODI  | Tamim Iqbal         |
| 3. ODI  | Soumya Sarkar       |
| 1. T20  | Sabbir Rahman       |
| 1. Test | Tamim Iqbal         |
| 2. Test | Azhar Ali           |